# Josep Trias i Solé
Josep Trias i Solé   (Barcelona, 16 d'octubre de 1921 - Barcelona, 30 d'abril de 2005) va ser un futbolista català, considerat un dels gran porters de la història del Reial Club Deportiu Espanyol i del futbol català. Va ser internacional amb la selecció catalana i amb la selecció espanyola.

## Biografia
Josep Trias va néixer a Barcelona el 16 d'octubre de 1921. Format a la Penya Saprissa, debutà amb el primer equip de l'Espanyol el 17 d'octubre de l'any 1938 al camp del Júpiter. Jugà al primer equip fins als inicis dels anys cinquanta on simultaniejà la porteria amb un altre gran porter, Albert Martorell. El 1940 guanyà amb l'Espanyol la segona Copa d'Espanya del club blanc-i-blau. A més fou internacional amb la selecció espanyola un cop, el 16 de març de 1941 a Bilbao contra Portugal. Va morir a Barcelona l'1 de maig de 2005.
Fou protagonista d'alguns dels actes del 75è aniversari del club, i el 14 de novembre de 1999, en la Cerimònia Inaugural del Centenari, acompanyat de Martorell i Arcas van hissar la bandera del club, després d'haver recorregut l'anella de l'estadi.